# Dolomedes striatus
Dolomedes striatus là một loài nhện trong họ Pisauridae.
Loài này thuộc chi Dolomedes. Dolomedes striatus được Christoph Gottfried Andreas Giebel miêu tả năm 1869.

## Hình ảnh

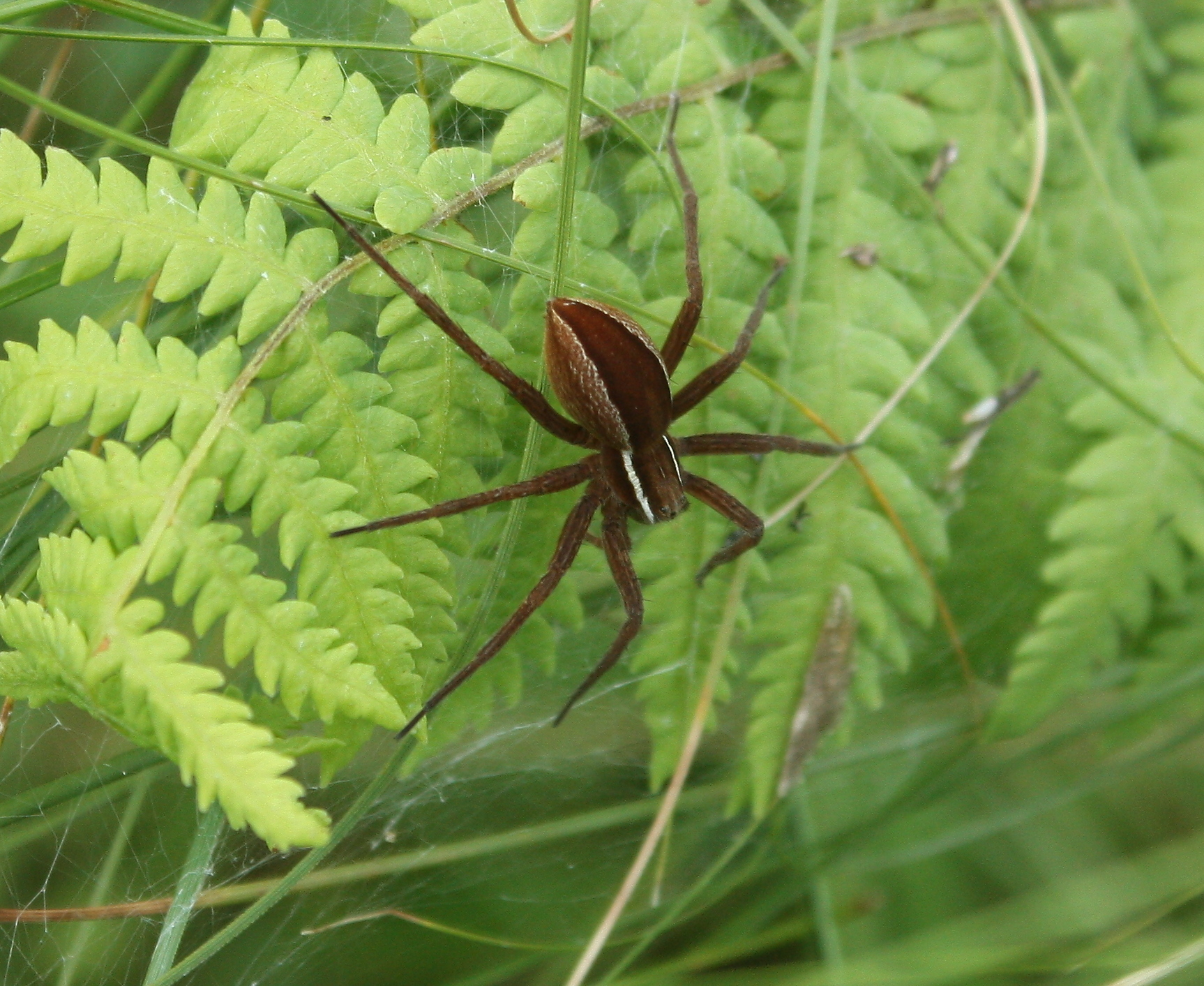